# It Came Upon the Midnight Clear
"It Came Upon the Midnight Clear" är en juldikt och julsång med text skriven av Edmund Sears (1810-1876), som var pastor för trossamfundet Unitarian Church i Wayland, Massachusetts, USA. Dikten publicerades den 29 december 1849 i Bostontidningen Christian Register. Edmund Sears sägs ha skrivit dikten på önskan av vännen William Parsons Lunt som var pastor i Quincy, Massachusetts.
Som julsång sjungs texten till en av två olika melodier. I USA brukar den sjungas till melodin "Carol", komponerad 1850 av Richard Storrs Willis. I England sjungs texten normalt till melodin "Noel", en engelsk melodi adapterad av kompositören Arthur Sullivan.
År 1981 spelade Stefan Borsch in sången på svenska på albumet I kväll jag tänder ett ljus, och då hette den "Jag ser en stjärna på himmelen". År 2006 låg en inspelning av Hall & Oates högst upp på topplistan Billboard Hot Adult Contemporary Tracks

### Fotnoter
1. ↑  Edmund Hamilton Sears Arkiverad 25 september 2017 hämtat från the Wayback Machine. hymntime.com
2. 1 2  It Came upon the Midnight Clear Arkiverad 19 oktober 2013 hämtat från the Wayback Machine. hymntime.com
3. ↑  The United Methodist Hymnal, © 1989
4. ↑  Lutheran Book of Worship, © 1978
5. ↑  The official Unitarian-Universalist hymnal, "Singing the Living Tradition", © 1993
6. ↑  ”I kväll jag tänder ett ljus”. Svensk mediedatabas. 28 februari 1981. https://smdb.kb.se/catalog/id/001888108. Läst 19 oktober 2010.